# Laguna Bolivia
La laguna Bolivia es un conjunto de dos lagunas amazónicas bolivianas, localizadas en la provincia de Marbán en el departamento del Beni.
La primera se encuentra a una altitud de 166 m, en las coordenadas (16°2′S 65°17′O / -16.033, -65.283), y la otra a 229 m en las coordenadas (15°59′S 65°33′O / -15.983, -65.550).
La primera tiene unas dimensiones máximas de 4,70 km de largo por 4,25 km de ancho en época de lluvias y una superficie entre los 12 y 15 km². Esta laguna es uno de los mejores sitios para observación de vida silvestre. El acceso a la laguna se realiza por vía fluvial, entrando por el arroyo negro desde el río Secure, en época de aguas altas, y por tierra, a pie o a caballo, desde las comunidades de Dulce Nombre o Limoncito.
La segunda laguna mucho mayor tiene unas dimensiones de 8 km de largo por 5,6 km de ancho y una superficie máxima en época de lluvias e inundaciones de 33 km² y un espejo de agua permanente de 11 km², presenta varias penínsulas.
- Datos: Q4939512